# Liste der NASCAR-Champions

Das Logo der NASCAR

Diese Liste der NASCAR-Champions enthält alle Fahrer, die in einer der drei NASCAR-Top-Divisionen (Cup Series, Xfinity Series und Camping World Truck Series) die Meisterschaft gewinnen konnten.

## Cup Series
Alle Champions des heutigen NASCAR Cup Series, welche in der ersten Saison 1949 noch NASCAR Strictly Stock hieß und dann von 1950 bis 1970 den Namen Grand National trug. Von 1971 bis 2003 war die Serie nach der Zigarettenmarke Winston benannt. Von 2004 bis 2007 hieß sie Nextel Cup, von 2008 bis 2016 Sprint Cup. Aus Werbegründen hieß sie bis 2019 Monster Energy NASCAR Cup Series.
Den Rekord für die meisten Meisterschaftssiege halten Richard Petty, Dale Earnhardt und Jimmie Johnson mit je 7 Titeln.

### Strictly Stock Series
| Saison | Fahrer    | Besitzer      | Nummer, Marke      | Starts    | Siege | Top 10s | Poles | Punkte (Vorsprung auf den Zweiten) |
| ------ | --------- | ------------- | ------------------ | --------- | ----- | ------- | ----- | ---------------------------------- |
| 1949   | Red Byron | Raymond Parks | #22, Oldsmobile 88 | 6 (von 8) | 2     | 4       | 1     | 842,5 (117,5)                      |

### Grand National
| Saison | Fahrer        | Besitzer                | Nummer, Marke              | Starts      | Siege | Top 10s | Poles | Punkte (Vorsprung auf den Zweiten) |
| ------ | ------------- | ----------------------- | -------------------------- | ----------- | ----- | ------- | ----- | ---------------------------------- |
| 1950   | Bill Rexford  | Julian Buesink          | #60, Oldsmobile 88         | 17 (von 19) | 1     | 11      | 0     | 1959 (110,5)                       |
| 1951   | Herb Thomas   | Herb Thomas             | #92, Hudson Hornet         | 34 (von 41) | 7     | 18      | 4     | 4208,45 (146,2)                    |
| 1952   | Tim Flock     | Ted Chester             | #91, Hudson Hornet         | 33 (von 34) | 8     | 25      | 4     | 6858,5 (106)                       |
| 1953   | Herb Thomas   | Herb Thomas             | #92, Hudson Hornet         | 37 (von 37) | 12    | 31      | 12    | 8460 (646)                         |
| 1954   | Lee Petty     | Lee Petty               | #42, Chrysler New Yorker   | 34 (von 37) | 7     | 32      | 3     | 8649 (283)                         |
| 1955   | Tim Flock     | Carl Kiekhaefer         | #300, Chrysler 300         | 39 (von 45) | 18    | 33      | 18    | 9596 (1508)                        |
| 1956   | Buck Baker    | Carl Kiekhaefer         | #300B, Chrysler 300-B      | 48 (von 56) | 14    | 39      | 12    | 9272 (704)                         |
| 1957   | Buck Baker    | Buck Baker              | #87, Chevrolet             | 40 (von 53) | 10    | 38      | 6     | 10716 (760)                        |
| 1958   | Lee Petty     | Lee Petty               | #42, Oldsmobile            | 50 (von 51) | 7     | 43      | 4     | 12232 (644)                        |
| 1959   | Lee Petty     | Lee Petty               | #42, Plymouth              | 42 (von 44) | 11    | 35      | 2     | 11792 (1830)                       |
| 1960   | Rex White     | Rex White               | #4, Chevrolet Impala       | 40 (von 44) | 6     | 35      | 3     | 21164 (3936)                       |
| 1961   | Ned Jarrett   | B. G. Holloway          | #11, Chevrolet Impala      | 46 (von 52) | 1     | 34      | 4     | 27272 (830)                        |
| 1962   | Joe Weatherly | Bud Moore               | #8, Pontiac                | 52 (von 53) | 9     | 45      | 7     | 30836 (2396)                       |
| 1963   | Joe Weatherly | Bud Moore               | #8, Pontiac                | 53 (von 55) | 3     | 35      | 6     | 33398 (2228)                       |
| 1964   | Richard Petty | Richard Petty           | #43, Plymouth Sport Fury   | 61 (von 62) | 9     | 43      | 8     | 40252 (5302)                       |
| 1965   | Ned Jarrett   | Bondy Long              | #11, Ford Galaxie          | 54 (von 55) | 13    | 45      | 9     | 38824 (3034)                       |
| 1966   | David Pearson | Cotton Owens            | #6, Dodge Charger          | 42 (von 49) | 15    | 33      | 7     | 35638 (1950)                       |
| 1967   | Richard Petty | Richard Petty           | #43, Plymouth Satellite    | 48 (von 49) | 27    | 40      | 18    | 42472 (6028)                       |
| 1968   | David Pearson | John Holman-Ralph Moody | #17, Ford Torino           | 48 (von 49) | 16    | 38      | 12    | 3499 (126)                         |
| 1969   | David Pearson | John Holman-Ralph Moody | #17, Ford Torino Talladega | 51 (von 54) | 11    | 44      | 14    | 4170 (357)                         |
| 1970   | Bobby Isaac   | Nord Krauskopf          | #71, Dodge Charger Daytona | 47 (von 48) | 11    | 38      | 13    | 3911 (51)                          |

### Winston Cup
| Saison | Fahrer          | Team                        | Besitzer                | Nummer, Marke              | Starts      | Siege | Top 10s | Poles | Punkte (Vorsprung auf den Zweiten) |
| ------ | --------------- | --------------------------- | ----------------------- | -------------------------- | ----------- | ----- | ------- | ----- | ---------------------------------- |
| 1971   | Richard Petty   | Petty Motorsports           | Richard Petty           | #43, Plymouth Satellite    | 46 (von 48) | 21    | 41      | 9     | 4435 (364)                         |
| 1972   | Richard Petty   | Petty Motorsports           | Richard Petty           | #43, Plymouth Satellite    | 31 (von 31) | 8     | 28      | 3     | 8701,4 (127,9)                     |
| 1973   | Benny Parsons   | L.G. DeWitt                 | L.G. DeWitt             | #72, Chevrolet Chevelle    | 28 (von 28) | 1     | 21      | 0     | 7173,8 (67,15)                     |
| 1974   | Richard Petty   | Petty Motorsports           | Richard Petty           | #43, Dodge Charger         | 30 (von 30) | 10    | 23      | 7     | 5037,75 (567,45)                   |
| 1975   | Richard Petty   | Petty Motorsports           | Richard Petty           | #43, Dodge Charger         | 30 (von 30) | 13    | 24      | 3     | 4783 (722)                         |
| 1976   | Cale Yarborough | Junior Johnson & Associates | Junior Johnson          | #11, Chevrolet Chevelle    | 30 (von 30) | 9     | 23      | 2     | 4644 (195)                         |
| 1977   | Cale Yarborough | Junior Johnson & Associates | Junior Johnson          | #11, Chevrolet Malibu      | 30 (von 30) | 9     | 27      | 3     | 5000 (386)                         |
| 1978   | Cale Yarborough | Junior Johnson & Associates | Junior Johnson          | #11, Oldsmobile Cutlass    | 30 (von 30) | 10    | 24      | 8     | 4841 (474)                         |
| 1979   | Richard Petty   | Petty Motorsports           | Richard Petty           | #43, Chevrolet Monte Carlo | 31 (von 31) | 5     | 27      | 1     | 4830 (11)                          |
| 1980   | Dale Earnhardt  | Osterlund Racing            | Rod Osterlund           | #2, Chevrolet Monte Carlo  | 31 (von 31) | 5     | 24      | 0     | 4661 (19)                          |
| 1981   | Darrell Waltrip | Junior Johnson & Associates | Junior Johnson          | #11, Buick Regal           | 31 (von 31) | 12    | 25      | 11    | 4880 (53)                          |
| 1982   | Darrell Waltrip | Junior Johnson & Associates | Junior Johnson          | #11, Buick Regal           | 30 (von 30) | 12    | 20      | 7     | 4489 (72)                          |
| 1983   | Bobby Allison   | DiGard Motorsports          | Bill Gardner            | #22, Buick Regal           | 30 (von 30) | 6     | 25      | 0     | 4667 (47)                          |
| 1984   | Terry Labonte   | Hagan Racing                | Billy Hagan             | #44, Chevrolet Monte Carlo | 30 (von 30) | 2     | 24      | 2     | 4508 (65)                          |
| 1985   | Darrell Waltrip | Junior Johnson & Associates | Junior Johnson          | #11, Chevrolet Monte Carlo | 28 (von 28) | 3     | 21      | 4     | 4292 (101)                         |
| 1986   | Dale Earnhardt  | Richard Childress Racing    | Richard Childress       | #3, Chevrolet Monte Carlo  | 29 (von 29) | 5     | 23      | 1     | 4468 (288)                         |
| 1987   | Dale Earnhardt  | Richard Childress Racing    | Richard Childress       | #3, Chevrolet Monte Carlo  | 29 (von 29) | 11    | 24      | 1     | 4696 (489)                         |
| 1988   | Bill Elliott    | Melling Racing              | Harry Melling           | #9, Ford Thunderbird       | 29 (von 29) | 6     | 22      | 6     | 4488 (24)                          |
| 1989   | Rusty Wallace   | Blue Max Racing             | Raymond Beadle          | #27, Pontiac Grand Prix    | 29 (von 29) | 6     | 20      | 4     | 4176 (12)                          |
| 1990   | Dale Earnhardt  | Richard Childress Racing    | Richard Childress       | #3, Chevrolet Lumina       | 29 (von 29) | 9     | 23      | 4     | 4430 (26)                          |
| 1991   | Dale Earnhardt  | Richard Childress Racing    | Richard Childress       | #3, Chevrolet Lumina       | 29 (von 29) | 4     | 21      | 0     | 4287 (195)                         |
| 1992   | Alan Kulwicki   | AK Racing                   | Alan Kulwicki           | #7, Ford Thunderbird       | 29 (von 29) | 2     | 17      | 6     | 4078 (10)                          |
| 1993   | Dale Earnhardt  | Richard Childress Racing    | Richard Childress       | #3, Chevrolet Lumina       | 30 (von 30) | 6     | 21      | 2     | 4526 (80)                          |
| 1994   | Dale Earnhardt  | Richard Childress Racing    | Richard Childress       | #3, Chevrolet Lumina       | 31 (von 31) | 4     | 25      | 2     | 4694 (444)                         |
| 1995   | Jeff Gordon     | Hendrick Motorsports        | Rick Hendrick           | #24, Chevrolet Monte Carlo | 31 (von 31) | 7     | 23      | 8     | 4614 (34)                          |
| 1996   | Terry Labonte   | Hendrick Motorsports        | Rick Hendrick           | #5, Chevrolet Monte Carlo  | 31 (von 31) | 2     | 24      | 4     | 4657 (37)                          |
| 1997   | Jeff Gordon     | Hendrick Motorsports        | Rick Hendrick           | #24, Chevrolet Monte Carlo | 32 (von 32) | 10    | 23      | 1     | 4710 (14)                          |
| 1998   | Jeff Gordon     | Hendrick Motorsports        | Rick Hendrick           | #24, Chevrolet Monte Carlo | 33 (von 33) | 13    | 28      | 7     | 5328 (364)                         |
| 1999   | Dale Jarrett    | Robert Yates Racing         | Robert Yates            | #88, Ford Taurus           | 34 (von 34) | 4     | 29      | 0     | 5262 (201)                         |
| 2000   | Bobby Labonte   | Joe Gibbs Racing            | Joe Gibbs               | #18, Pontiac Grand Prix    | 34 (von 34) | 4     | 24      | 2     | 5130 (265)                         |
| 2001   | Jeff Gordon     | Hendrick Motorsports        | Rick Hendrick           | #24, Chevrolet Monte Carlo | 36 (von 36) | 6     | 24      | 6     | 5112 (349)                         |
| 2002   | Tony Stewart    | Joe Gibbs Racing            | Joe Gibbs               | #20, Pontiac Grand Prix    | 36 (von 36) | 3     | 21      | 2     | 4800 (63)                          |
| 2003   | Matt Kenseth    | Roush Racing                | Mark Martin, Jack Roush | #17, Ford Taurus           | 36 (von 36) | 1     | 25      | 0     | 5022 (90)                          |

### Nextel Cup
| Saison | Fahrer         | Team                 | Besitzer                   | Nummer, Marke                 | Starts      | Siege | Top 10s | Poles | Punkte (Vorsprung auf den Zweiten) |
| ------ | -------------- | -------------------- | -------------------------- | ----------------------------- | ----------- | ----- | ------- | ----- | ---------------------------------- |
| 2004   | Kurt Busch     | Roush Racing         | Jack Roush                 | #97, Ford Taurus              | 36 (von 36) | 3     | 21      | 1     | 6506 (8)                           |
| 2005   | Tony Stewart   | Joe Gibbs Racing     | Joe Gibbs                  | #20, Chevrolet Monte Carlo    | 36 (von 36) | 5     | 25      | 3     | 6533 (35)                          |
| 2006   | Jimmie Johnson | Hendrick Motorsports | Jeff Gordon, Rick Hendrick | #48, Chevrolet Monte Carlo SS | 36 (von 36) | 5     | 24      | 1     | 6475 (56)                          |
| 2007   | Jimmie Johnson | Hendrick Motorsports | Jeff Gordon, Rick Hendrick | #48, Chevrolet Monte Carlo SS | 36 (von 36) | 10    | 24      | 3     | 6723 (77)                          |

### Sprint Cup
| Saison | Fahrer          | Team                 | Besitzer      | Nummer, Marke            | Starts      | Siege | Top 10s | Poles | Punkte (Vorsprung auf den Zweiten) |
| ------ | --------------- | -------------------- | ------------- | ------------------------ | ----------- | ----- | ------- | ----- | ---------------------------------- |
| 2008   | Jimmie Johnson  | Hendrick Motorsports | Rick Hendrick | #48, Chevrolet Impala SS | 36 (von 36) | 7     | 22      | 6     | 6684 (69)                          |
| 2009   | Jimmie Johnson  | Hendrick Motorsports | Rick Hendrick | #48, Chevrolet Impala SS | 36 (von 36) | 7     | 24      | 4     | 6652 (141)                         |
| 2010   | Jimmie Johnson  | Hendrick Motorsports | Rick Hendrick | #48, Chevrolet Impala SS | 36 (von 36) | 6     | 23      | 2     | 6622 (36)                          |
| 2011   | Tony Stewart    | Stewart-Haas Racing  | Margaret Haas | #14, Chevrolet Impala SS | 36 (von 36) | 5     | 19      | 1     | 2403 (0)                           |
| 2012   | Brad Keselowski | Team Penske          | Roger Penske  | #2, Dodge                | 36 (von 36) | 5     | 23      | 0     | 2400 (39)                          |
| 2013   | Jimmie Johnson  | Hendrick Motorsports | Jeff Gordon   | #48, Chevrolet Impala SS | 36 (von 36) | 6     | 24      | 3     | 2419 (19)                          |
| 2014   | Kevin Harvick   | Stewart-Haas Racing  | Tony Stewart  | #4, Chevrolet Impala SS  | 36 (von 36) | 5     | 20      | 8     | 5043 (1)                           |
| 2015   | Kyle Busch      | Joe Gibbs Racing     | Joe Gibbs     | #18, Toyota Camry        | 25 (von 36) | 5     | 16      | 1     | 5043 (1)                           |
| 2016   | Jimmie Johnson  | Hendrick Motorsports | Jeff Gordon   | #48, Chevrolet Impala SS | 36 (von 36) | 5     | 16      | 1     | 5040 (3)                           |

### Monster Energy NASCAR Cup Series
| Saison | Fahrer              | Team                 | Besitzer      | Nummer, Marke     | Starts      | Siege | Top 10s | Poles | Punkte (Vorsprung auf den Zweiten) |
| ------ | ------------------- | -------------------- | ------------- | ----------------- | ----------- | ----- | ------- | ----- | ---------------------------------- |
| 2017   | Martin Truex junior | Furniture Row Racing | Barney Visser | #78, Toyota Camry | 36 (von 36) | 8     | 26      | 3     | 5040 (1)                           |
| 2018   | Joey Logano         | Team Penske          | Roger Penske  | #22, Ford         | 36 (von 36) | 3     | 26      | 1     | 5040 (5)                           |
| 2019   | Kyle Busch          | Joe Gibbs Racing     | Joe Gibbs     | #18, Toyota Camry | 36 (von 36) | 5     | 27      | 1     | 5040 (5)                           |

### NASCAR Cup Series
| Saison | Fahrer        | Team                 | Besitzer      | Nummer, Marke        | Starts      | Siege | Top 10s | Poles | Punkte (Vorsprung auf den Zweiten) |
| ------ | ------------- | -------------------- | ------------- | -------------------- | ----------- | ----- | ------- | ----- | ---------------------------------- |
| 2020   | Chase Elliott | Hendrick Motorsports | Rick Hendrick | #9, Chevrolet Camaro | 36 (von 36) | 5     | 22      | 1     | 5040 (5)                           |
| 2021   | Kyle Larson   | Hendrick Motorsports | Rick Hendrick | #5, Chevrolet Camaro | 36 (von 36) | 10    | 26      | 11    | 5040 (5)                           |
| 2022   | Joey Logano   | Team Penske          | Roger Penske  | #22, Ford Mustang    | 36 (von 36) | 4     | 17      | 4     | 5040 (6)                           |
| 2023   | Ryan Blaney   | Team Penske          | Roger Penske  | #12, Ford Mustang    | 36 (von 36) | 3     | 18      | 0     | 5035 (1)                           |
| 2024   | Joey Logano   | Team Penske          | Roger Penske  | #22, Ford Mustang    | 36 (von 36) | 4     | 12      | 3     | 5040 (5)                           |

## Xfinity Series
Alle Champions der heutigen NASCAR Xfinity Series sowie der Vorgängerserien.

Das ehemalige Logo der Nationwide Series.

### Sportsman Division Champions
- 1950 Mike Klapak
- 1951 Mike Klapak
- 1952 Mike Klapak
- 1953 Johnny Roberts
- 1954 Danny Graves
- 1955 Billy Myers
- 1956 Ralph Earnhardt
- 1957 Ned Jarrett
- 1958 Ned Jarrett
- 1959 Rick Henderson
- 1960 Bill Wimble
- 1961 Dick Nephew
- 1962 Rene Charland
- 1963 Rene Charland
- 1964 Rene Charland
- 1965 Rene Charland
- 1966 Don MacTavish
- 1967 Pete Hamilton

### Late Model Sportsman Division Champions
- 1968 Joe Thurman
- 1969 Red Farmer
- 1970 Red Farmer
- 1971 Red Farmer
- 1972 Jack Ingram
- 1973 Jack Ingram
- 1974 Jack Ingram
- 1975 L. D. Ottinger
- 1976 L. D. Ottinger
- 1977 Butch Lindley
- 1978 Butch Lindley
- 1979 Gene Glover
- 1980 Morgan Shepherd
- 1981 Tommy Ellis

### Budweiser Late Model Sportsman Series Champions
| Saison | Fahrer      | Besitzer      | Nummer, Marke   | Starts      | Siege | Top 10s | Poles | Punkte (Vorsprung auf den Zweiten) |
| ------ | ----------- | ------------- | --------------- | ----------- | ----- | ------- | ----- | ---------------------------------- |
| 1982   | Jack Ingram | Jack Ingram   | #11, Pontiac    | 29 (von 29) | 7     | 24      | 1     | 4495 (47)                          |
| 1983   | Sam Ard     | Howard Thomas | #00, Oldsmobile | 35 (von 35) | 10    | 30      | 10    | 5454 (84)                          |

### Busch Grand National Series Champions / Busch Series Champions
| Saison | Fahrer              | Besitzer           | Nummer, Marke   | Starts      | Siege | Top 10s | Poles | Punkte (Vorsprung auf den Zweiten) |
| ------ | ------------------- | ------------------ | --------------- | ----------- | ----- | ------- | ----- | ---------------------------------- |
| 1984   | Sam Ard             | Howard Thomas      | #00, Oldsmobile | 28 (von 29) | 8     | 26      | 7     | 4552 (426)                         |
| 1985   | Jack Ingram         | Jack Ingram        | #11, Pontiac    | 27 (von 27) | 5     | 22      | 2     | 4106 (29)                          |
| 1986   | Larry Pearson       | David Pearson      | #21, Pontiac    | 31 (von 31) | 1     | 24      | 1     | 4514 (7)                           |
| 1987   | Larry Pearson       | David Pearson      | #21, Chevrolet  | 27 (von 27) | 6     | 20      | 3     | 3959 (394)                         |
| 1988   | Tommy Ellis         | John Jackson       | #99, Buick      | 30 (von 30) | 3     | 20      | 5     | 4281 (295)                         |
| 1989   | Rob Moroso          | Dick Moroso        | #25, Oldsmobile | 29 (von 29) | 4     | 16      | 7     | 4001 (55)                          |
| 1990   | Chuck Bown          | Hubert Hensley     | #63, Pontiac    | 31 (von 31) | 6     | 18      | 4     | 4372 (200)                         |
| 1991   | Bobby Labonte       | Bobby Labonte      | #44, Oldsmobile | 31 (von 31) | 2     | 21      | 2     | 4264 (74)                          |
| 1992   | Joe Nemechek        | Bobby Labonte      | #87, Chevrolet  | 31 (von 31) | 2     | 18      | 1     | 4275 (3)                           |
| 1993   | Steve Grissom       | Wayne Grissom      | #31, Chevrolet  | 28 (von 28) | 2     | 18      | 0     | 3846 (253)                         |
| 1994   | David Green         | Bobby Labonte      | #44, Chevrolet  | 28 (von 28) | 1     | 14      | 9     | 3725 (46)                          |
| 1995   | Johnny Benson       | Bill Baumgardner   | #74, Chevrolet  | 26 (von 26) | 2     | 19      | 0     | 3688 (404)                         |
| 1996   | Randy LaJoie        | Bill Baumgardner   | #74, Chevrolet  | 26 (von 26) | 5     | 20      | 2     | 3714 (29)                          |
| 1997   | Randy LaJoie        | Bill Baumgardner   | #74, Chevrolet  | 30 (von 30) | 5     | 21      | 2     | 4381 (266)                         |
| 1998   | Dale Earnhardt jr.  | Dale Earnhardt     | #3, Chevrolet   | 31 (von 31) | 7     | 22      | 3     | 4469 (48)                          |
| 1999   | Dale Earnhardt jr.  | Dale Earnhardt     | #3, Chevrolet   | 32 (von 32) | 6     | 22      | 3     | 4647 (280)                         |
| 2000   | Jeff Green          | Greg Pollex        | #10, Chevrolet  | 32 (von 32) | 6     | 27      | 7     | 5005 (616)                         |
| 2001   | Kevin Harvick       | Richard Childress  | #2, Chevrolet   | 33 (von 33) | 5     | 24      | 4     | 4813 (124)                         |
| 2002   | Greg Biffle         | Jack Roush         | #60, Ford       | 34 (von 34) | 4     | 25      | 5     | 4924 (280)                         |
| 2003   | Brian Vickers       | Ricky Hendrick     | #5, Chevrolet   | 34 (von 34) | 3     | 21      | 1     | 4637 (14)                          |
| 2004   | Martin Truex junior | Dale Earnhardt jr. | #8, Chevrolet   | 34 (von 34) | 6     | 26      | 7     | 5173 (230)                         |
| 2005   | Martin Truex junior | Dale Earnhardt jr. | #8, Chevrolet   | 35 (von 35) | 6     | 22      | 3     | 4937 (68)                          |
| 2006   | Kevin Harvick       | Richard Childress  | #21, Chevrolet  | 35 (von 35) | 9     | 32      | 1     | 5648 (824)                         |
| 2007   | Carl Edwards        | Jack Roush         | #60, Ford       | 35 (von 35) | 4     | 21      | 0     | 4805 (618)                         |

### Nationwide Series
| Saison | Fahrer              | Besitzer           | Nummer, Marke | Starts      | Siege | Top 10s | Poles | Punkte (Vorsprung auf den Zweiten) |
| ------ | ------------------- | ------------------ | ------------- | ----------- | ----- | ------- | ----- | ---------------------------------- |
| 2008   | Clint Bowyer        | Richard Childress  | #2, Chevrolet | 35 (von 35) | 1     | 17      | 0     | 5132 (21)                          |
| 2009   | Kyle Busch          | Joe Gibbs          | #18, Toyota   | 35 (von 35) | 9     | 30      | 3     | 5682 (210)                         |
| 2010   | Brad Keselowski     | Roger Penske       | #22, Dodge    | 35 (von 35) | 6     | 29      | 5     | 5639 (445)                         |
| 2011   | Ricky Stenhouse jr. | Jack Roush         | #6, Ford      | 34 (von 34) | 2     | 26      | 3     | 1222 (45)                          |
| 2012   | Ricky Stenhouse jr. | Jack Roush         | #6, Ford      | 33 (von 33) | 6     | 26      | 4     | 1251 (23)                          |
| 2013   | Austin Dillon       | Richard Childress  | #3, Chevrolet | 33 (von 33) | 0     | 22      | 7     | 1180 (3)                           |
| 2014   | Chase Elliott       | Dale Earnhardt jr. | #9, Chevrolet | 33 (von 33) | 3     | 26      | 2     | 1213 (42)                          |

### Xfinity Series
| Saison | Fahrer         | Besitzer              | Nummer, Marke        | Starts      | Siege | Top 10s | Poles | Punkte (Vorsprung auf den Zweiten) |
| ------ | -------------- | --------------------- | -------------------- | ----------- | ----- | ------- | ----- | ---------------------------------- |
| 2015   | Chris Buescher | Scott Graves          | #60, Ford            | 33 (von 33) | 2     | 20      | 0     | 1190 (15)                          |
| 2016   | Daniel Suárez  | Joe Gibbs             | #19, Toyota          | 33 (von 33) | 3     | 27      | 2     | 4040 (2)                           |
| 2017   | William Byron  | Dale Earnhardt junior | #9, Chevrolet Camaro | 33 (von 33) | 4     | 22      | 2     | 4034 (5)                           |
| 2018   | Tyler Reddick  | Dale Earnhardt junior | #9, Chevrolet Camaro | 33 (von 33) | 2     | 10      | 0     | 4040 (5)                           |
| 2019   | Tyler Reddick  | Richard Childress     | #2, Chevrolet Camaro | 33 (von 33) | 6     | 27      | 5     | 4040 (5)                           |
| 2020   | Austin Cindric | Roger Penske          | #22, Ford Mustang    | 33 (von 33) | 6     | 26      | 3     | 4040 (8)                           |
| 2021   | Daniel Hemric  | Joe Gibbs             | #18, Toyota Supra    | 33 (von 33) | 1     | 21      | 3     | 4040 (5)                           |

## Gander Outdoors Truck Series
Alle Champions der heutigen NASCAR Gander Outdoors Truck Series.

Das Logo der NASCAR Craftsman Truck Series.

### SuperTruck Series
| Saison | Fahrer       | Team                     | Besitzer          | Nummer, Marke | Starts      | Siege | Top 10s | Poles | Punkte (Vorsprung auf den Zweiten) |
| ------ | ------------ | ------------------------ | ----------------- | ------------- | ----------- | ----- | ------- | ----- | ---------------------------------- |
| 1995   | Mike Skinner | Richard Childress Racing | Richard Childress | #3, Chevrolet | 20 (von 20) | 8     | 18      | 7     | 3224 (126)                         |

### Craftsman Truck Series
| Saison | Fahrer           | Team                       | Besitzer        | Nummer, Marke  | Starts      | Siege | Top 10s | Poles | Punkte (Vorsprung auf den Zweiten) |
| ------ | ---------------- | -------------------------- | --------------- | -------------- | ----------- | ----- | ------- | ----- | ---------------------------------- |
| 1996   | Ron Hornaday jr. | Dale Earnhardt, Inc.       | Dale Earnhardt  | #16, Chevrolet | 24 (von 24) | 4     | 23      | 2     | 3831 (53)                          |
| 1997   | Jack Sprague     | Hendrick Motorsports       | Rick Hendrick   | #24, Chevrolet | 26 (von 26) | 3     | 23      | 5     | 3969 (232)                         |
| 1998   | Ron Hornaday jr. | Dale Earnhardt, Inc.       | Dale Earnhardt  | #16, Chevrolet | 27 (von 27) | 6     | 22      | 2     | 4072 (3)                           |
| 1999   | Jack Sprague     | Hendrick Motorsports       | Rick Hendrick   | #24, Chevrolet | 25 (von 25) | 3     | 19      | 1     | 3747 (8)                           |
| 2000   | Greg Biffle      | Roush Racing               | Jack Roush      | #50, Ford      | 24 (von 24) | 5     | 18      | 4     | 3826 (230)                         |
| 2001   | Jack Sprague     | Hendrick Motorsports       | Rick Hendrick   | #24, Chevrolet | 24 (von 24) | 4     | 17      | 7     | 3670 (73)                          |
| 2002   | Mike Bliss       | Xpress Motorsports         | Steve Coulter   | #16, Chevrolet | 22 (von 22) | 5     | 18      | 4     | 3359 (46)                          |
| 2003   | Travis Kvapil    | Xpress Motorsports         | Steve Coulter   | #16, Chevrolet | 25 (von 25) | 1     | 22      | 0     | 3837 (9)                           |
| 2004   | Bobby Hamilton   | Bobby Hamilton Racing      | Bobby Hamilton  | #4, Dodge      | 25 (von 25) | 4     | 16      | 0     | 3624 (46)                          |
| 2005   | Ted Musgrave     | Ultra Motorsports          | Jim Smith       | #1, Dodge      | 25 (von 25) | 1     | 15      | 1     | 3535 (55)                          |
| 2006   | Todd Bodine      | Germain Racing             | Stephen Germain | #30, Toyota    | 25 (von 25) | 3     | 16      | 1     | 3666 (127)                         |
| 2007   | Ron Hornaday jr. | Kevin Harvick Incorporated | Kevin Harvick   | #33, Chevrolet | 25 (von 25) | 4     | 13      | 1     | 3982 (54)                          |
| 2008   | Johnny Benson    | Bill Davis Racing          | Bill Davis      | #23, Toyota    | 25 (von 25) | 5     | 18      | 2     | 3725 (7)                           |

### Camping World Truck Series
(2019 unter dem Namen „Gander Outdoors Truck Series“ und 2020 unter dem Namen „Gander RV & Outdoors Truck Series“)
| Saison | Fahrer           | Team                       | Besitzer          | Nummer, Marke  | Starts      | Siege | Top 10s | Poles | Punkte (Vorsprung auf den Zweiten) |
| ------ | ---------------- | -------------------------- | ----------------- | -------------- | ----------- | ----- | ------- | ----- | ---------------------------------- |
| 2009   | Ron Hornaday jr. | Kevin Harvick Incorporated | Kevin Harvick     | #33, Chevrolet | 25 (von 25) | 6     | 20      | 4     | 3959 (187)                         |
| 2010   | Todd Bodine      | Germain Racing             | Stephen Germain   | #30, Toyota    | 25 (von 25) | 4     | 20      | 2     | 3937 (207)                         |
| 2011   | Austin Dillon    | Richard Childress Racing   | Richard Childress | #3, Chevrolet  | 25 (von 25) | 2     | 16      | 5     | 888 (6)                            |
| 2012   | James Buescher   | Turner Scott Motorsports   | Steve Turner      | #31, Chevrolet | 22 (von 22) | 4     | 14      | 0     | 808 (6)                            |
| 2013   | Matt Crafton     | ThorSport Racing           | Duke Thorson      | #88, Toyota    | 22 (von 22) | 1     | 19      | 0     | 804 (40)                           |
| 2014   | Matt Crafton     | ThorSport Racing           | Rhonda Thorson    | #88, Toyota    | 22 (von 22) | 2     | 17      | 0     | 833 (21)                           |
| 2015   | Erik Jones       | Kyle Busch Motorsports     | Kyle Busch        | #4, Toyota     | 23 (von 23) | 3     | 20      | 5     | 899 (15)                           |
| 2016   | Johnny Sauter    | GMS Racing                 | Maury Gallagher   | #21, Toyota    | 23 (von 23) | 3     | 19      | 1     | 4030 (4)                           |
| 2017   | Christopher Bell | Kyle Busch Motorsports     | Kyle Busch        | #4, Toyota     | 23 (von 23) | 5     | 21      | 5     | 4035 (1)                           |
| 2018   | Brett Moffitt    | Hattori Racing Enterprises | Shigeaki Hattori  | #16, Toyota    | 23 (von 23) | 6     | 13      | 0     | 4040 (6)                           |
| 2019   | Matt Crafton     | ThorSport Racing           | Duke Thorson      | #88, Ford      | 23 (von 23) | 0     | 18      | 3     | 4035 (2)                           |
| 2020   | Sheldon Creed    | GMS Racing                 | Maury Gallagher   | #2, Chevrolet  | 23 (von 23) | 5     | 13      | 4     | 4040 (5)                           |
| 2021   | Ben Rhodes       | ThorSport Racing           | Duke Thorson      | #99, Toyota    | 22 (von 22) | 2     | 16      | 0     | 4034 (2)                           |
| 2022   | Zane Smith       | Front Row Motorsports      | Bob Jenkins       | #38, Ford      | 23 (von 23) | 4     | 19      | 3     | 4040 (5)                           |
| 2023   | Ben Rhodes       | ThorSport Racing           | Duke Thorson      | #99, Ford      | 23 (von 23) | 1     | 14      | 0     | 4032 (1)                           |
| 2024   | Ty Majeski       | ThorSport Racing           | Duke Thorson      | #98, Ford      | 23 (von 23) | 3     | 13      | 6     | 4040 (5)                           |